# Шумлянський Владислав Олександрович
Владисла́в Олекса́ндрович Шумля́нський (5 серпня 1938, м. Артемівськ, Донецької області) – доктор геолого-мінералогічних наук, професор, заслужений діяч науки і техніки України, автор наукових, науково-популярних і літературних творів.

## Життєпис
Шумлянський Владислав Олександрович народився 5 серпня 1938 р. в місті Артемівськ (Бахмут) Донецької обл. в родині службовців. В 1945-55 р.р. отримав середню освіту в м. Артемівськ. В 1955-1961 р.р. навчався в м. Москва (Р.Ф.) в Інституті кольорових металів, який 1958 р. був переведеним у м. Красноярськ. В 1961 р. Шумлянський В.О. отримав  диплом гірничого інженера-геолога за фахом «Геологія, пошуки і розвідка родовищ рідкісних і радіоактивних металів».

## Виробнича діяльність
В 1961р. почав працювати старшим техніком-геологом в Учкудуцькій партії №25 Краснохолмської експедиції (Ташкент) Першого головного управління Міністерства геології СРСР. В 1963 р. переведений на посаду старшого геолога Каршинської партії №11, а в 1964р. – в Ауминзатауську партію №10 на ту ж посаду, в 1965 р. призначений головним геологом партії №10. Під його керівництвом партія відкрила промислове уран-ванадієве родовище Рудне[4]. В 1967 р. переведений на Україну, в Кіровську експедицію (Київ) на посаду старшого геолога Карпатської партії № 48, а в 1969р. направлений у закордонне відрядження для технічної допомоги підприємству «Редкі металі» в Народній Республіці Болгарія (Бухово), де до 1975 р. працював старшим інженером на польових роботах і геологом-консультантом. За участі Шумлянського В.О. виявлені промислові уранові родовища Моміно і Хасково. В 1975 р. повернувся в Кіровську експедицію ( Київ), де до жовтня 1977 р. працював старшим геологом Центральної тематичної партії №52.

## Наукова і викладацька діяльність
В 1975 р. Шумлянський В.О. захистив в інституті «ВНІІХТ»(Москва) дисертацію на ступінь кандидата геолого-мінералогічних наук. В 1977р. пройшов за конкурсом на посаду старшого наукового співробітника Відділення металогенії Інституту геохімії і фізики мінералів Академії наук УРСР. В 1985 р. призначений на посаду завідувача відділом, в 1987р. захистив в інституті «ВІМС» (Москва) дисертацію на ступінь доктора геолого-мінералогічних наук.  В 1996 р. у зв’язку з ліквідацією Відділення металогенії  ІГМР переведений в Інститут геологічних наук НАН України на посаду головного наукового співробітника. В 2000 р. вийшов на наукову пенсію, але до 2002 р. працював на посаді старшого наукового співробітника відділу геології корисних копалин. В  2002 р. Шумлянський В.О. був обраний Президентом Громадської наукової організації «Інститут фундаментальних досліджень» Української наукової асоціації, головним редактором щорічника «Наукові праці Інституту фундаментальних досліджень» (ІФД). За час його роботи  (2002-2007 р.р.)  побачили світ 14 випусків наукових праць ІФД.
В 2007 р. Шумлянський В.О. прийнятий на посаду професора Волинського інституту економіки і менеджменту (Луцьк) , звідки звільнився в 2015 р. у віці 77 років.
За роки наукової діяльності Шумлянський В.О.  видав 280 наукових праць, серед них 20 монографій, присвячених питанням геології, пошуків і економіки родовищ корисних копалин та екології гірничодобувних регіонів.
В 2005-2013 р.р Шумлянський В.О. видав також 10 науково-популярних творів  в журналах України.

## Наукові монографії
1. Геология и генезис месторождений урана в осадочных и метаморфических толщах (соавт.), Москва, Недра, 1980.
2. Киммерийская металлогеническая эпоха на территории Украины, Киев, Наук.думка, 1983.
3. Металлогения фанерозоя платформенной части Украины (соавт.), Киев, Наук. Думка, 1984.
4. Методы изучения урановых месторождений в осадочных и метаморфических толщах (соавт.), Москва, Недра, 1985.
5. Использование литолого-геохимической методики при прогнозировании осадочных месторождений (соавт.), Ташкент, ФАН, 1987.
6. Минералого-геохимические критерии поисков флюорита (соавт.), Киев, Наук.думка, 1993.
7. Генетические типы и закономерности размещения урановых месторождений Украины (соавт.), Киев, Наук.думка, 1995.
8. Геоэлектрические модели золоторудных месторождений Украинского щита и Донбасса (соавт.), Киев, Знание, 1999.
9. Атлас. Геологія і корисні копалини України. М-б 1:1000000 (співавт.), Київ, ДП «Такі справи», 2001.
10. Малі токсичні елементи в рудах і навколишньому середовищі ртутних, поліметалічних і золоторудних родовищах Донбасу і Закарпаття (співавт.), Київ, Знання України, 2002.
11. Техногенне забруднення радіоактивними елементами на родовищах корисних копалин (співавт.), Київ, Знання України, 2003.
12. Літогенез і гіпогенне рудоутворення в осадових товщах України (співавт.), Київ, Знання України, 2003.
13. Геолого-генетична типізація золоторудних родовищ України (співавт.), Київ, Укр. ДГРІ, 2004.
14. Геоэлектрические модели золоторудных месторождений Украинского щита и Донбасса (соавт), Киев, Логос, 2004 (Изд. 2-е исправленное и дополненное).
15. Металлические и неметаллические полезные ископаемые Украины. Том 1. Металлические полезные ископаемые (соавт.), Киев — Львов, Центр Европы, 2005.
16. Металічні і неметалічні корисні копалини України. Том 2. Неметалічні корисні копалини (співавт.), Київ- Львів, Центр Європи, 2006.
17. Основи економічної геології. Навчальний посібник (співавт.), Київ, Логос, 2006.
18. Моніторинг природного середовища після добування урану способом підземного вилуговування (співавт.), Київ, Логос, 2007.
19. Мінеральні сорбенти для захисного шару приповерхневих сховищ радіоактивних відходів (співавт.), Київ, Логос, 2011.
20. Металічні і неметалічні корисні копалини України та їх застосування. Довідник (співавт.), Київ, Ніка-центр, 2014.

## Літературна діяльність
Шумлянський В.О. під псевдонімом Влад Наслунга[14][15][16][17][18]  опублікував три романи, шість повістей і багато нарисів, новел і оповідань переважно в міжнародному журналі «Склянка часу» [19]та альманасі «Скіфія»[20] (Канів). Присвячені вони життю і роботі геологів і геоекологів, а також історії України.

### Автор книг
«Невдалий сезон» (2010).
«Портрет Миколи Івановича на тлі глобального потепління» (2011).
«Вовкіни мандри» (2014).
«Під омофором» (2016).
«Вітер часу» (електронний роман) (2017).

### Науково-популярні твори В.О.Шумлянського
1.Деградація. Фундаментальні орієнтири науки (Біологія та науки про Землю). Збірник статей за матеріалами проектів ДФФД. К.:Академперіодика, 2005.
2. Альтернатива генетичній деградації живої природи і людини. Нові обрії. Наукові праці ІФД, вип..8 (Довкілля, соціо-економічні науки і гуманітарні проблеми). К.:Логос, 2005.
3. Самородна мідь Волині. Країна знань. Науково-популярний журнал для юнацтва, 2006, №9 (41).
4.  Астероїдна атака на Марс та її наслідки. Світогляд. Науково-популярний журнал, 2007, №1(3).
5. Літописний Василів. Країна знань. Науково-популярний журнал для юнацтва, 2007, №3(45).
6. Следы марсианского наводнения. Журнал «Вселенная.Пространство. Время», 2007, №7 (38).
7. Вогонь і вода підземного царства. Країна знань. Науково-популярний журнал для юнацтва, 2007, №9(50).
8.  Клімат – виклики глобалізації. Світогляд. Науково-популярний журнал, 2008, №1(9).
9. О марсианской воде, минеральных отложениях и сломанном колесе марсохода  Spirit. Журнал «Вселенная. Пространство. Время», 2011, №2 (80).
10. Яка вона,загроза вимирання людства? Світогляд. Науково-популярний журнал, 2013, №2 (40).

## Громадська діяльність
Громадська діяльність Шумлянського В.О. пов’язана з його науковою діяльністю.
Він є членом Спілки геологів України.
Був Президентом громадської наукової організації «Інститут фундаментальних досліджень» Української наукової асоціації (2002-2007)[11],
Членом Національної ради з науки і технологій ГКНТ України[22],
Керівником науково-технічної програми з корисних копалин (1993-1997),
Членом Ради Державного фонду фундаментальних досліджень Міністерства освіти і науки[23](1993 - 2013).

## Відзнаки
- Нагрудний знак «Отличник разведки недр» Министерства геологии СССР, удостоверение №3035 от 21.03.1967.
- Почетный знак «Отличник Министерства энергетики Народной Республики Болгария», удостоверение 574 от 30.05.1975.
- Нагрудный знак «За вклад в науку» Державного фонду фундаментальних досліджень України, 2013.
- Державна нагорода «Заслужений діяч науки і техніки України», посвідчення № 2041. Указ Президента України від 12.05.2009, №304.